# إنيكو كابيلا
إنيكو كابيلا (بالإسبانية: Eneko Capilla González) (13 يونيو 1995 بسان سيباستيان في إسبانيا - ) هو لاعب كرة قدم إسباني في مركز الوسط. لعب مع ريال سوسيداد ب وريال سوسيداد.

## وصلات خارجية
- إنيكو كابيلا على موقع الاتحاد الأوربي (الإنجليزية)
- إنيكو كابيلا على موقع قاعدة بيانات كرة القدم.إي يو (الإنجليزية)
- إنيكو كابيلا على موقع Soccerway.com (الإنجليزية)